# Oborín
Oborín (Hongaars: Abara) is een Slowaakse gemeente in de regio Košice, en maakt deel uit van het district Michalovce.
Oborín telt 705 inwoners.
De gemeente heeft een in meerderheid Hongaarse bevolking.

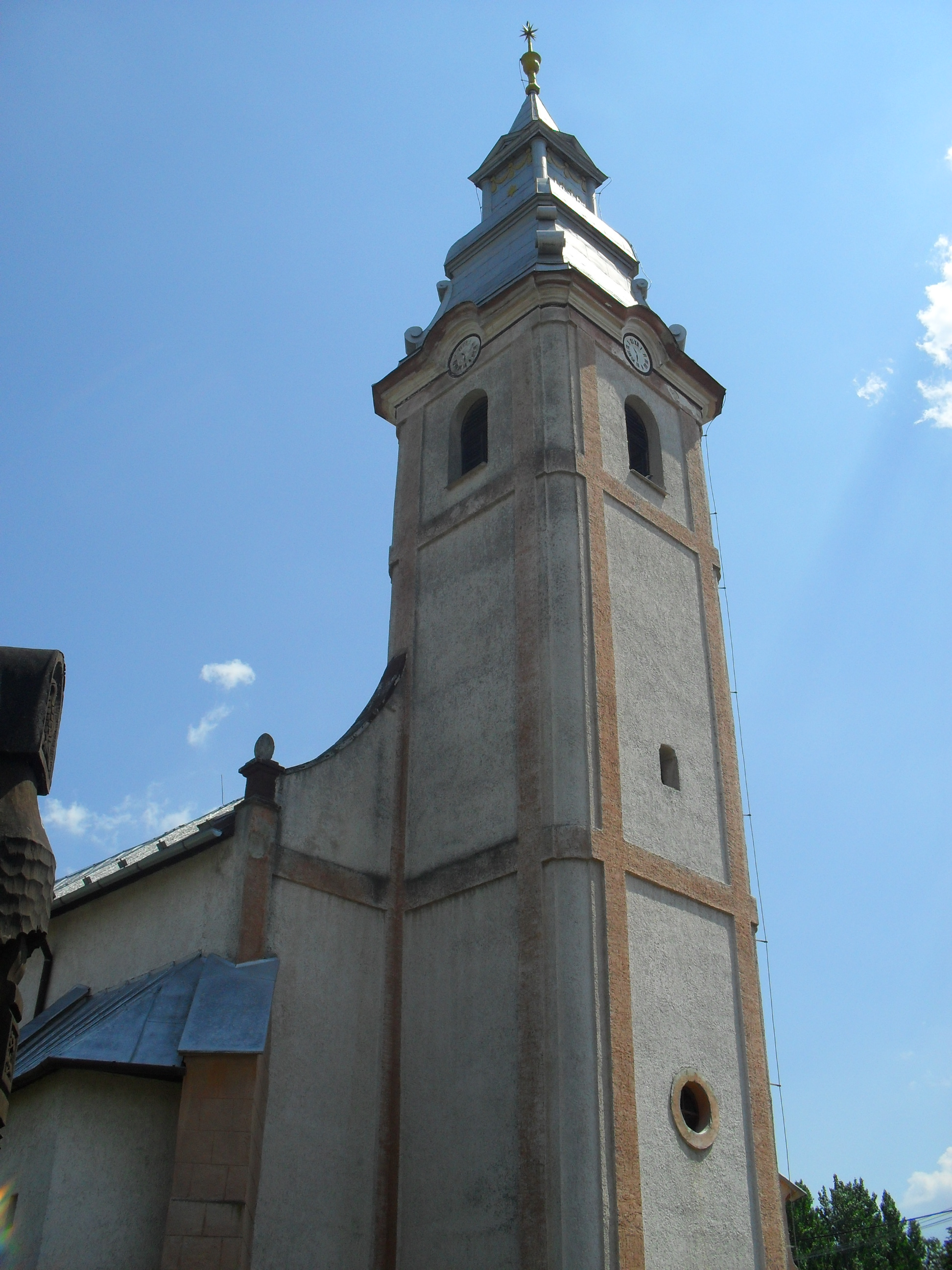